# Pablo Félix Rabiella
Pablo Félix Rabiella y Sánchez (Zaragoza, ca. 1696-1764) fue un pintor español, hijo de Pablo Rabiella y Díez de Aux, también pintor en Zaragoza.

## Vida
Fue hijo de Pablo Rabiella y Díez de Aux y Teresa Sánchez, su segunda esposa. Rabiella y Sánchez se casó en 1716 con la madrileña María de la Peña; no tuvieron descendencia.
Trabajó para el arzobispo Tomás Crespo Agüero, por lo que se pueden encontrar obras suyas en El Pilar, concretamente en la capilla de San Juan Bautista, donde cuelga un gran lienzo suyo: La predicación del Bautista. En el 1740 el arzobispo Crespo también le encargó la pintura de la cúpula, el retablo.
Se le habían atribuido otros dos lienzos de la capilla de San Marcos de La Seo, pero actualmente se consideran obra de Juan Zabalo.